# Sulla nostra rivoluzione
Sulla nostra rivoluzione (in russo О нашей революции (По поводу записок Н. Суханова)?, O našej revaljuzyi (Po povadu zapisak N. Suchanova)) è una delle ultime opere politiche di Lenin, scritta il 17 gennaio 1923 e pubblicata sul giornale Pravda il 30 maggio 1923 (numero 117).

## Descrizione
L'articolo è dedicato alla critica del libro Cronache della rivoluzione russa (Записки о революции) del menscevico Nikolaj Nikolaevič Suchanov, in cui si afferma che la Russia non ha raggiunto la fase di sviluppo delle forze produttive, che rende possibile il socialismo. Lenin sottolinea che la Rivoluzione d'ottobre è collegata alla prima guerra mondiale imperialista e che, in ragione della posizione della Russia, in piedi sul confine tra i paesi civili e i paesi dell'est, dovrebbe mostrare caratteristiche che la distinguono dalle rivoluzioni dell'Europa occidentale. Una delle caratteristiche della rivoluzione d'ottobre in Russia è stata l'alleanza dei contadini con il movimento dei lavoratori, condizione non verificatasi nelle precedenti rivoluzioni europee.
Lenin conclude scrivendo: «Per la costruzione del socialismo, voi dite che la civiltà è necessaria. Molto bene. Ebbene, perché non potremmo prima creare tali presupposti di civiltà nel nostro Paese, come l'espulsione dei proprietari terrieri e l'espulsione dei capitalisti russi, e poi iniziare a muoverci verso il socialismo?»